# Naturschutzgebiet Herpeltal
Das Naturschutzgebiet Herpeltal ist ein 7,95 ha großes Naturschutzgebiet (NSG) östlich vom Dorf Scheda im Stadtgebiet von Drolshagen im Kreis Olpe in Nordrhein-Westfalen. Es wurde 2013 vom Kreistag mit dem Landschaftsplan Nr.1 Biggetalsperre – Listertalsperre ausgewiesen. Westlich des NSG liegt die Bundesautobahn 45 nur wenige Meter entfernt.

## Gebietsbeschreibung
Bei dem NSG handelt es sich um Grünlandtal der Herpel (Bigge) mit naturnahem Bachlauf, artenreichem Feucht- und Magergrünland. In Teilen des Magergrünlandes finden sich Übergängen zum Borstgrasrasen. Es finden sich lebensraumtypische Pflanzenarten wie Schnabel-Segge, Hirse-Segge, Teufelsabbiss und Borstgras. 